# Wittelsheim
Wittelsheim is een gemeente in het Franse departement Haut-Rhin in de regio Grand Est. De gemeente telde op 1 januari 2022 10.364 inwoners.

## Geschiedenis
In de gemeente werd aan het begin van de 20e eeuw een potasmijn geopend.
De gemeente maakte deel uit van het arrondissement Thann tot dit op 22 maart 2015 werd opgeheven. Wittelsheim werd op die dag overgeheveld van het kanton Cernay naar het kanton Wittenheim en werd opgenomen in het arrondissement Mulhouse.

## Geografie
De oppervlakte van Wittelsheim bedroeg op 1 januari 2022 23,63 vierkante kilometer; de bevolkingsdichtheid was toen 438,6 inwoners per km². In het noordoosten van de gemeente ligt het bos van Nonnenbruch.

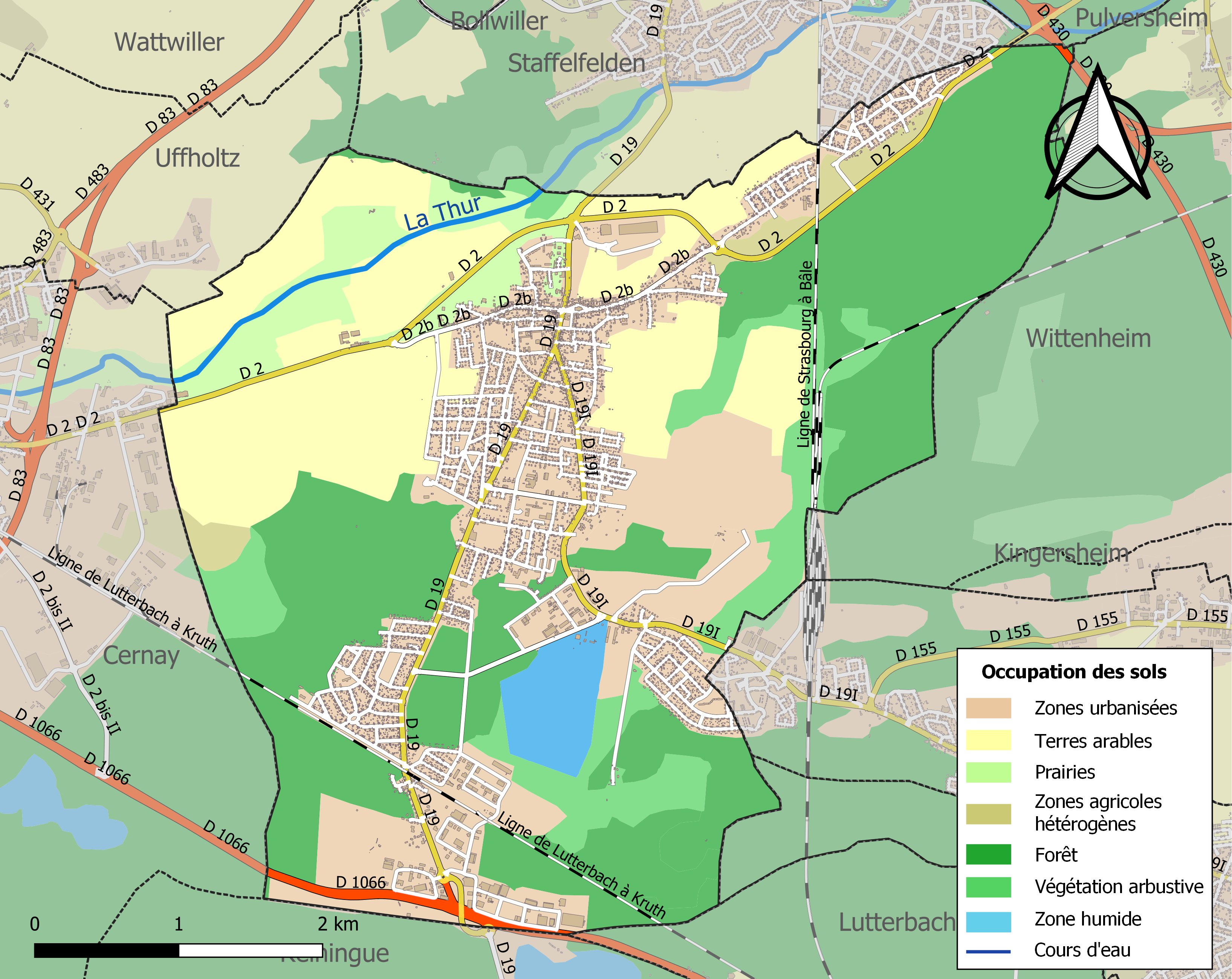
Kaart van de gemeente met de belangrijkste infrastructuur, bodemgebruik en omliggende gemeenten

## Demografie
Onderstaande figuur toont het verloop van het inwonertal (bron: INSEE-tellingen).

## Verkeer en vervoer
In de staan de spoorwegstations Wittelsheim en Graffenwald.

## Sport
In de gemeente speelt voetbalclub ASCA Wittelsheim